# گایوس آکیلیوس
گایوس آکیلیوس (به لاتین: Gaius Acilius) (دوران حیات: ۱۵۰ پ.م) سناتور و تاریخ‌نگار روم باستان بود که به زبان یونانی تسلط داشت و تاریخ روم را به زبان یونانی نوشت که وقایع آن از نخستین دوران آغاز می‌شد و تا سال ۱۸۴ پیش از میلاد ادامه می‌یافت. (بر اساس گفته‌های دیونیسیوس هالیکارنوسی) این اثر توسط کوئینتوس کلاودیوس کوادریگاریوس به زبان لاتین ترجمه شد که اکنون تنها قطعاتی از آن باقی‌مانده است.